# Phare de Fanad Head
Pour les articles homonymes, voir Fastnet.
Le phare de Fanad Head est un phare situé à la pointe de la péninsule Fanad entre le profond fjord de Lough Swilly et la baie de Mulroy dans le Comté de Donegal situé au nord de l'Irlande. Il est exploité par les Commissioners of Irish Lights (CIL).

## Histoire
La phare de Fanad Head marque l'entrée du port naturel de Lough Swilly. Il a été commandé en 1812 après le naufrage de la frégate Saldana de la Royal Navy sur la pointe du Fanad. Il comprend une tourelle et un logement d'habitation conçu par l'ingénieur George Halpin. Il a été allumé le 17 mars 1817.
Sa lumière catoptrique rouge était fixe et non clignotante vers la mer, et blanche vers Lough Swilly et pouvait être vue à 15 milles par beau temps. L'optique se composait de 9 lampes à huile de type Argand et de réflecteurs paraboliques. Elle a été reconvertie en lumière dioptrique en 1872 et l'huile fut remplacée par le gaz en 1876.
En 1886, elle fut remplacée par une lumière catadioptrique avec un éclat toutes les 30 secondes. En 1906, la lampe fut remplacée par un brûleur à paraffine incandescente.
En 1969, le service au phare fut desservi par hélicoptère. Le système de 1906 a été remplacé en 1975 par un système électrique. La lumière actuelle est un réfracteur cylindrique catadioptrique de 300 mm avec des lampes électriques L24 de 1,5 kilowatt.
En 1978, le gardien adjoint a été supprimé et, c'est à la retraite du gardien principal en septembre 1983, que le phare a été autonomisé et reclassé en tant que station d'assistance.